# لیموزرد
لیموزرد (انگلیسی: Lemon) یکی از رنگ‌های طیف زرد و به رنگ لیمو است.